# SN 2001ig
SN 2001ig – supernowa typu IIb odkryta 10 grudnia 2001 roku przez australijskiego astronoma amatora Roberta Evansa w galaktyce NGC 7424. W momencie odkrycia miała maksymalną jasność 14,50m.